# 科皮季夫 (科列茨區)
50°39′29″N 27°4′39″E / 50.65806°N 27.07750°E
科皮季夫（烏克蘭語：Копитів），是烏克蘭西北部的村莊，隸屬里夫內州的里夫內區。該村始建於1583年，面積1.04平方公里，2001年人口330，人口密度每平方公里318.2人。